# Trevor Preston
Trevor Preston (Erith, Kent, 12 de julio de 1938–29 de abril de 2018) fue un guionista británico. Escribió para series como Out y creó otras como Ace of Wands. Escribió la adaptación para la televisión de 1976 de James y el melocotón gigante. En 1981 recibió el Premio de la Academia Británica de las Artes Cinematográficas y de la Televisión al mejor guion por la serie Fox.

## Biografía
Preston fue el segundo de los cuatro hijos de Phyllis (de soltera Parker), maestra, y Robert Preston, soldado que luchó tanto en la Primera como en la Segunda Guerra Mundial. Preston estudió en el Royal College of Art de Londres.
La carrera televisiva de Preston comenzó cuando el programa de arte "Tempo" de ITV solicitó al departamento de diseño de cine y televisión de la RCA la producción de un episodio para el programa. Preston dirigió el episodio "The Medium Sized Cage" para "Tempo". Posteriormente, trabajó en "Tempo" como investigador.

## Trabajos
1966
- Four People (serie) (2 episodios)

1967
- The Lion, the Witch and the Wardrobe (serial) (adaptación - 10 episodios)
- The Pilgrim's Progress  (serial) (adaptación - 3 episodios)

1968
- Freewheelers (series) (escritor - 4 episodios)
- The Tyrant King (series) (6 episodios)

1969
- The Incredible Adventures of Professor Branestawm (series) (adaptación - 7 episodios)

1971
- The Mind of Mr. J.G. Reeder (series) (escrito por - 1 episodio)
- Public Eye (series) (escrito por - 1 episodio)

1972
- Callan (series) (by - 2 episodes, 1970–1972) (escritor - 1 episodio, 1969)
- Ace of Wands (series) (creador - 46 episodios, 1970–1972) (escritor - 3 episodios, 1970)

1973
- Love Story (series) (escritor - 1 episodio)
- Special Branch (series) (escritor - 3 episodios, 1969–1973) (escritor - 1 episodio, 1970)
- The Protectors (series) (escritor - 5 episodios)

1974
- The Aweful Mr. Goodall (series) (escritor - 1 episodio)
- Rooms (series) (escrito por - 2 episodios)

1975
- Six Days of Justice (series) (writer - 3 episodios, 1972–1975) (guionista- 1 episodio, 1973)
- Couples (series) (escritor - 4 episodios)

1976
- James and the Giant Peach (TV Movie) (adaptación)

1978
- Out (series) (escrito por  - 6 episodios)
- Premiere (series) (escritor - 1 episodio)
- The Sweeney (series) (1 episodio, 1974) (escrito por - 11 episodios, 1975–1978
- Hazell (TV Series) (escritor - 2 episodios)

1979
- The Dick Francis Thriller: The Racing Game (series) (escrito por - 1 episodio)

1980
- Fox (series) (escrito por - 13 episodios[1][2])

1983
- Slayground (escritor)

1984
- Minder (series) (escrito por - 1 episodio)
- Dramarama (series) (escrito por - 1 episodio)

1985
- Bones

1987
- Billy the Kid and the Green Baize Vampire (feature film)

1990
- Screen Two (series) (escritor - 1 episodio)

1993
- Thicker Than Water (Película de TV)

1994
- The Negotiator (Película de TV)
- Ruth Rendell Mysteries (series) (adaptation - 4 episodios, 1990–1994) (escritor - 2 episodios, 1992–1994) (screenplay - 1 episodio, 1989)

1998
- Little White Lies (Película de TV)

2000
- The Secret Adventures of Jules Verne (series) (guionista- 2 episodios)

2003
- I'll Sleep When I'm Dead (escrito por)